# 攤屍式

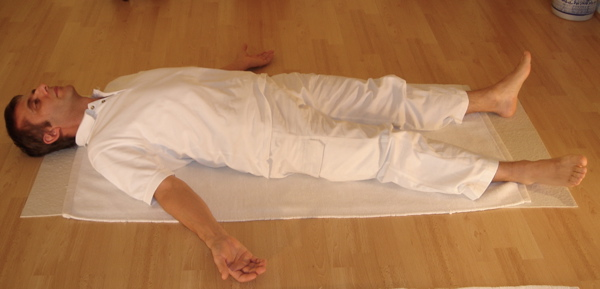
沙瓦萨那

攤屍式音譯沙瓦萨那（梵文：शवासन；IAST：śavāsana）又稱大休息、大休息法，是诃陀瑜伽和现代瑜伽中的一種體位，通常人們在瑜伽结束后為了放鬆會進行大休息。

## 词源和起源
这个名字来自梵语单词शव（Śava ，意思是尸体）和आसन （Āsana ，意思是姿势或座位）。 攤屍式另一个名字Mrtasana同樣来自梵语मृत（mṛta ，意思是死亡）。 
有人在15世纪就提到這種瑜伽體位，有人指出，“像尸体一样仰卧在地上，可以消除疲劳，促进心灵的平静。”